# Galak

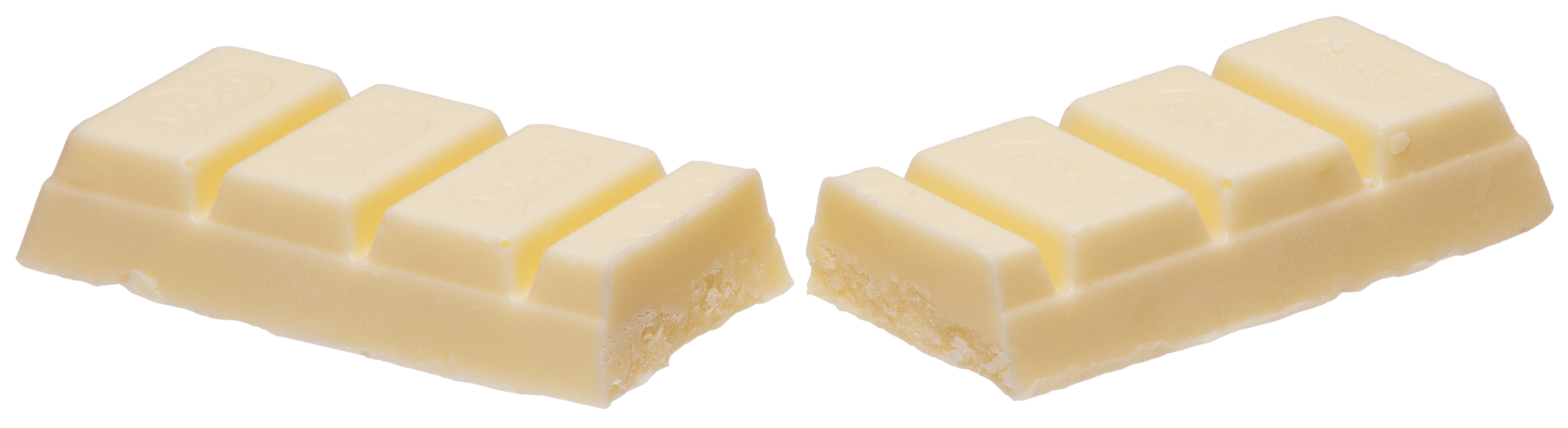
Barra de Galak

Galak é um produto da Nestlé mais conhecido pelo chocolate branco cremoso, puro composto por açúcar, leite em pó integral, manteiga de cacau, lactose, gordura vegetal, leite em pó desnatado, emulsificantes lecitina de soja e ricinoleato de glicerila e aromatizante, para a conservação do chocolate é necessário mantê-lo em local limpo, seco, fresco e livre de odores provenientes de outros produtos, em 25 g de Galak, contém 140 kcal, 14 g de carboidratos, 1,8 g de proteínas, 1,6 g de gorduras totais, 4,9 g de gorduras saturadas, 26 mg de sódio e 72 mg de cálcio. É vendido em alguns países com o nome de Milkybar, que no Brasil designa um chocolate antes conhecido por Lollo.

## Sorvete Galak
Além do chocolate, há também a versão sorvete, feito com água, açúcar, leite em pó desnatado, gordura vegetal, chocolate branco, xarope de glicose, amido, estabilizante mono e diglicerídeos de ácidos graxos, espessantes goma guar, goma jataí e carragena, corantes naturais urucum e cúrcuma e aromatizantes. Deve ser conservado de forma obrigatória, em pelo menos -18°C.

## Biscoitos Recheados
Junto também, muito conhecido é o biscoito recheado, dentro de uma embalagem é composto pelos ingredientes: Farinha de trigo enriquecida com ferro e ácido fólico, açúcar, gordura vegetal, leite condensado, amido, chocolate branco - Galak, carbonato de cálcio, açúcar invertido, sal, fermentos químicos bicarbonato de amônio, pirofosfato ácido de sódio e bicarbonato de sódio, aromatizantes e emulsificante lecitina de soja, deve-se manter em um local arejado, porém fechado, para que permaneçam bem crocantes.

## Biscoitos Wafer
Outro tipo de biscoito Galak, feito por açúcar, gordura vegetal, farinha de trigo enriquecida com ferro e ácido fólico, leite em pó integral, chocolate branco, carbonato de cálcio, amido, sal, carbonato de magnésio, aromatizante, emulsificante lecitina de soja e fermento químico bicarbonato de sódio. Contém três camadas, conservados em um local fresco, fechado.